# 哈西邁夫蘇赫
35°47′N 0°20′W / 35.783°N 0.333°W
哈西邁夫蘇赫（阿拉伯语：‎），是阿爾及利亞的城鎮，位於該國西北部奧蘭省，由格迪耶勒區負責管轄，面積26平方公里，2009年人口12,836，人口密度每平方公里500人。